# Uwe Stäglin
Uwe Stäglin (* 8. November 1970 in Berlin) ist ein deutscher Kommunalpolitiker (SPD).

## Leben
Im Jahre 1987 trat Stäglin der SPD bei. Nach seinem Abitur im Jahre 1990 begann er ein Studium der Stadt- und Regionalplanung, das er 1996 mit dem Diplom abschloss.
Im Jahre 1992 wurde er in die Bezirksverordnetenversammlung (BVV) des Bezirks Steglitz gewählt (Wiederwahl 1995, 1999, 2001, ab 1999 für die BVV des Fusionsbezirks Steglitz-Zehlendorf).
2001 wurde er zum Kandidaten der SPD für das Amt des Bezirksbürgermeisters ernannt.
Seitdem war Uwe Stäglin Bezirksstadtrat für Bau- und Wohnungswesen und stellvertretender Bezirksbürgermeister von Berlin-Steglitz-Zehlendorf.
Am 25. Mai 2011 wurde Uwe Stäglin zum Beigeordneten für Bauen und Planen in Halle (Saale) im zweiten Wahlgang gewählt. Er leitete als solcher den Geschäftsbereich Stadtentwicklung und Umwelt. 2018 trat er jedoch nicht erneut zur Wahl an.